# ساکیا پاندیتا
ساکیا پاندیتا (انگلیسی: Sakya Pandita; ۱ ژانویهٔ ۱۱۸۲ – ۱ ژانویهٔ ۱۲۵۱) سیاستمدار، ویراستار، و نویسنده بود.